# توماس یونسون
توماس یونسون (انگلیسی: Tomas Jonsson؛ زادهٔ ۱۲ آوریل ۱۹۶۰) بازیکن هاکی روی یخ اهل سوئد بود.
وی همچنین برندهٔ جوایزی همچون جام استنلی شده‌است.
از باشگاه‌هایی که در آن بازی کرده‌است می‌توان به ادمونتون اویلرز اشاره کرد.